# Loma de los Blases
Loma de los Blases är en ort i Mexiko.   Den ligger i kommunen Amealco de Bonfil och delstaten Querétaro Arteaga, i den sydöstra delen av landet, 120 km nordväst om huvudstaden Mexico City. Loma de los Blases ligger 2 388 meter över havet och antalet invånare är 290.
Terrängen runt Loma de los Blases är kuperad åt sydväst, men åt nordost är den platt. Terrängen runt Loma de los Blases sluttar norrut. Runt Loma de los Blases är det ganska tätbefolkat, med 86 invånare per kvadratkilometer. Närmaste större samhälle är Yosphí, 2,6 km norr om Loma de los Blases. Trakten runt Loma de los Blases består till största delen av jordbruksmark.